# Nart eposz
A háromezer éves nart eposz a világirodalom legrégibb eposzainak egyike. A Kaukázusban mintegy évszázada fedezték fel és kezdték lejegyezni a kutatók. Az eposz alaprétege az északkelet-iráni népek - szkíták, szarmaták, alánok - mitológiai hagyománya. Bár az észak-kaukázusi népek szinte mindegyike őriz belőle egy-egy "nemzeti" változatot, az eposz elsősorban az alánok utódai, az oszétok mondáit tartalmazza. A Nart eposz számos motívuma a görög, római és skandináv eposzokkal áll rokonságban. Feltételezhető, hogy az eposzt az oszétok legközelebbi vérrokonai, a jászok a XIV. században még ismerhették.

## Keletkezése
Genezisének kérdése igen bonyolult. Gyakorlatilag az Észak-Kaukázus minden népe között elterjedt, jóllehet ezek különféle nyelvi csoportokhoz tartoznak. Emellett, bár az eposz sok témája és motívuma teljesen azonos, a hősök nevei hasonlók (Aszamaz- az oszétoknál, Asamez- az adigéknél, Acsamez- a csecseneknél és ingusoknál; Soslán- az oszétoknál, Szoszruko- a balkároknál, Szoszka Szolsza- a csecseneknél és ingusoknál), minden nép esetében sajátos vonásokkal is rendelkezik, amelyek csak az adott változatban találhatók meg, s jelentősen különböznek mind a részletekben, mind az eposz hőseinek egymáshoz való viszonyaiban. Ez azzal magyarázható, hogy a népi mesélők a monda jellegét és hőseit a saját népeikre jellemző tulajdonságokkal és gondolkodásmóddal gazdagították. Leginkább azonban az oszétokhoz köthető. A tudomány eddig az oszét változatot tárta fel a legalaposabban. John Colarusso, amerikai egyetemi tanár, a nart hősmondák jeles kutatója és kiadója írja róluk:
"Az oszétokat Nyugaton alig ismeri valaki a nyelvészeti körökön kívül - ahol jelentős szerepet játszanak az indoeurópai nyelvek tanulmányozásában -, s ha mégis, az annak köszönhető, hogy tőlük származnak az úgynevezett nart-regék. Ezek a hősi regék stílusukat tekintve átmenetet képeznek a mondák és a mítoszok között, s tulajdonképpen közös kincsei az oszétokon kívül több nem indoeurópai szomszédjuknak, a cserkeszeknek, az ujbukoknak, az abházoknak, illetve bizonyos mértékig a tőlük délre élő szvánoknak és felföldi grúzoknak, a keletebbre élő csecsen-ingusoknak és dagesztániaknak, valamint néhány kisebb török népnek, például balkároknak és karacsájoknak is. Ezeket a színes, bonyolultan szerteágazó, szinte kaotikus regéket nem lehet megdöbbenés nélkül olvasni, mivel nemcsak számos szembeötlő, a részletekre is kiterjedő párhuzamot mutatnak az ősi India és Görögország hagyományaival - ami nem olyan meglepő, ha figyelembe vesszük, hogy a Kaukázus földrajzilag e két nagy civilizáció között helyezkedik el -, hanem hasonló párhuzamokat fedezhetünk fel bennük az Artúr mondakör legendáival is."
Kr. u. a 2. évszázadban Marcus Aurelius császár 5500 szarmata-jazig nehézlovast küldött a későbbi magyar Alföld területéről Britannia provincia határainak védelmére. Monográfiák szólnak arról, hogy velük nemcsak a nart mondák és a motívumkincsük került át Nyugatra, hanem maga Artúr király és a Kerekasztal vitézeinek több ismert alakja is ezek közül származhatott. Colarusso szerint: "...az Artúr-legendakör teljessége ellenére is egy iráni eredetű magra, a nart regékhez hasonló alapokra épül, amire aztán kelta legendarétegek rakódtak, s a Római Birodalom kultúrája is hatással volt a végeredményre, és végül a rég megérdemelt reflektorfénybe állították a kaukázusi nart mondákat, illetve az oszétok és szomszédaik nyelvét, kultúráját."
A kutatók feltételezik, hogy az oszét eposz Kr. e. 8-7. században született, és a Kr. u. 13-14. évszázadok közötti időszakban kezdtek a különálló mondák valamelyik szereplő vagy esemény köré ciklusokká szerveződni. Az írásos források hiányában lehetetlenség teljes képet rajzolni arról, hogyan fejlődött tovább és alakult ki a mű. Csak Hérodotosz és Marcellinus valamint Örményország és Grúzia krónikáinak töredékes adatai alapján alkothatunk képet arról a történeti-kulturális környezetről, amelyben a nart eposz megszületett. Ősi rétegeit V. O. Miller és J. Dumézil tárták fel, és ezek alapján az őket követő nyelvészeti és történeti-kulturális kutatásnak sikerült rámutatnia, hogy a forrásainál nemcsak azok az észak-iráni szkíta-szarmata és alán törzsek voltak jelen, amelyek a mai Dél-Oroszország területén az I. évezredben telepedtek meg, hanem azok is, amelyek a Középső-Kaukázus kobáni kultúráját létrehozták (bronzkor). A monda legősibb szereplőinek nevei (Uarhag, Ahsartag, Urizsmag, Sirdon) iráni (alán) eredetűek. A kutatók számos tematikus párhuzamra mutattak rá a nart eposz valamint a kelta és skandináv legendák között is. Később, a 13-14. században, jelentős tatár-mongol ráhatás érte. A Batraz, Hamisz, Soslán, Eltagan, Sajnag, Marguz nevek mongol és török eredetűek. Azonban, amint V. I. Abajev megállapítja, néhány hős török származású nevétől, s az eposz második rétegéhez tartozó egyes témák, motívumok egybeesésétől eltekintve a mondák abszolút módon eredetiek.
Az eposz tanulmányozása terén V. I. Abajev végzett hatalmas munkát. Ő volt a nart hősmondák kiadásának a tudományos konzultánsa is. Az oszét hősi eposzba oszét nyelven ciklusonként(változataikkal együtt), abban a formában kerültek be a szövegek, ahogy azokat a népi előadóktól lejegyezték, s az orosz fordításban is arra törekedtek, hogy tartalmilag és formailag a legközelebb álljon az eredetihez. Az eposz a nép természetes módján létezett, a megőrzője a szóhagyomány volt. A hősmonda balladaformában keletkezett, a múlt eszményi hőseiről szól.

## A nartok
A nart szó eredetével kapcsolatban a tudósok véleménye nem egyezik meg. Egy részük úgy véli, hogy az iráni <<nar>> (férfi) szóból, vagy az oszét <<nae art>> (mi tüzünk), esetleg az ó-iráni <<nrt>> (táncolni) tőből származik. V. I. Abajev oszét nyelvész azt tartotta, hogy a <<nart>> szó a mongol <<nara>> (nap) tőre megy vissza - mert az eposz sok hőse köthető a nap mítoszához. A nart szó ebből a tőből ered a <<-t>> képző hozzáadásával, amely az oszét nyelvben a többes szám jele. Eszerint képzik a mai napig is az oszét családneveket.
A nart egy mitikus sztyeppei nép, melynek tagjai kiváló harcosok, gyakran emberfeletti képességekkel rendelkeznek, bölcsek, ravaszok, a portyázások és harcok mellett sokat mulatnak. A nartok dicső nép, akiket az oszétok mitológiai ősüknek tartanak. Miután minden ellenségüket legyőzték, elhatározták, hogy az istenekkel mérik össze az erejüket. Büntetésül Isten (Huszau) hét szűk esztendőt küldött rájuk. A nartok azonban nem békültek ki, s választaniuk kellett: vagy korcs utódaik születnek vagy mindnyájan kipusztulnak. A dicstelen élet és a dicső halál közül a nartok az utóbbit választották.
A hősök életformáját a katonai-törzsi közösség határozza meg. Ezért a nart mondák fő témái azok a hőstettek, amelyeket egyik vagy másik hős vadászat vagy hadjárat idején vitt végbe, hagyományos téma a leánykérés vagy az apa halálának a megbosszulása. Az egyik leggyakoribb téma, a nartok vitája arról, hogy ki közülük a legkiválóbb. A vetélkedés formája változó: olykor egy hőstettről kell beszélni, olykor viadalban vagy táncban kell legyőzni az ellenfelet. Nem kevés helyet foglalnak el az istenségekkel vívott harc történetei sem, amelyek a nartok pusztulásáról szóló mondákhoz kapcsolódnak.
A nartok népe három fő nemzetséghez tartozott. Az eposzban mindegyik nemzetség sajátos, csak rá jellemző vonásokkal rendelkezik: a Boratok a gazdagságukkal és szerencséjükkel dicsekednek, az Alagatok az eszükkel és bátorságukkal, az Ahsartaggatok a vitézségükkel. J. Dumézil megállapítása szerint a nartok három nemzetségbe való elkülönítése három szociális funkciónak felel meg. Ezek a gazdasági (a Boratok a nart falu alsó részén éltek és mérhetetlenül gazdagok voltak); a papi (az Alagatok a falu középső részét foglalták el, az ő házukban zajlottak a torok, ott ölték meg az öregeket, ott őrizték a uaszamongot, a nartok csodálatos kelyhét); és a katonai (az Ahsartaggatok a település felső részén éltek, vitézek és hősiesek voltak).
A nartok a történelmi legendájuknak megfelelően a nap gyermekei, az istenek kedvencei, az életüket katonai portyázásokkal, játékos vetélkedőkkel és tömeges táncokban kulmináló áldozati torokkal töltötték. A táncok egyike a simd volt, amely megrázta a földet és a hegyeket, kivívta az istenek ámulatát.

## Az eposz háttere
A nart mondákban a valóságot átszövi a művészi átköltés, hiányzik a történelmi események időrendi következetességgel történő leírása, azonban a valóság visszatükröződése mind a helynevekben, ahol az egyes események megtörténnek, mind az egyes hősök neveiben megtalálható. Amikor Movszesz Horenaci örmény történész Satanik alán királylány legendáját (V. század) elmeséli, benne a Satanáról szóló nart történet egyes elemei is felfedezhetők.
Szajnag aldar nevében, aki hol a nartok szövetségeseként, hol az ellenségeként lép fel, a kutatók Batu kán titulusának az átformálását vélik felismerni: Batu kán - Szain kán (<<dicső kán>>), Hanzargasz szörny neve pedig, aki sok nartot ejtett fogságba, a <<Hán-Csengesz>> (Dzsingisz kán) elferdített alakja. Ezek mellett a Fekete-tengert, a Kumi síkságot is megemlítik, és olyan népekről, mint a pecsenegek és a teri törökök is szó esik.
A mondák sok motívumában az alánok vagy a szkíták-szarmaták hajdani szokásai és hiedelmei tükröződnek vissza. Így például az arról szóló történetben, hogy miként próbálkoztak az elöregedett Urizsmag megölésével, a szkítáknak arra a szokására ismerhetünk, amikor az öregeiket rituális szándékkal ölik meg. Soslánnak az ellenségei skalpjaiból varrott subája a szkítáknak Hérodotosz által leírt, a csatában megölt ellenségeik megskalpolására emlékeztet, hogy aztán a skalpokkal a lovuk gyeplőjét díszítsék, vagy köpenyt varrjanak belőlük. Amikor Soslán farkasbundát ölt a harc előtt, annak az ősi hiedelemnek a felidézése, amely szerint az állat-totem irhájának a felöltésekor annak vakmerősége és ereje a hősbe száll át.
Oszétia hagyományos kultúrája a Kaukázus hegyei között alakult ki. Az ős-kaukázusiak és az európai sztyeppék nomád civilizációi követőinek: szkítáknak, szarmatáknak és az alánoknak a kulturális szárnypróbáit foglalta magába. A nart hősi epopeák alapvető ciklusainak kialakulása az alán középkor (XIII-XIV. századok) időszakához fűződik. A nartiádák forrásai azonban a Kr. e. III-I. évezredek mélyében tűnnek el. Az oszétok véglegesen a mongol-tatár invázió után, a XV. században telepedtek le a Kaukázusban, váltak a nagy kiterjedésű észak-iráni világ örököseivé; a nartok hősmondái az észak-iráni törzsek, a szkíták és a szarmaták legendáihoz és mítoszaihoz vezethetők vissza. Annál meglepőbb az eposz fő világnézeti alapjainak a stabilitása, hihetetlen értékállandósága. Történeteit akár a távoli szkíta vadállatstílus jeleneteivel is remekül lehetne illusztrálni. Sőt, a szkíta legendák visszatükröződése a mai oszét rituális szertartások gyakorlatában is közvetlenül kimutatható.
A nart eposz mitológiai háttere rendkívül gazdag. Az iker Ahsarról és Ahsartagról szóló történet csak rövidke prelüd a nart eposzból, azonban a kozmogónia legfontosabb elemeire lelhetünk benne. A történet szerint nartok eposzi világa kert formájúnak képzelhető el. A kert az archaikus univerzum megtestesítője, ideális világ, a bűnbeesés előtti éden, amelyet a láthatatlanul jelenlévő istenségek töltenek be. A kert fő kincse a nartok aranyalmafája; a tudás fája, a világfa és életfa, a termékenység valamint az élet erőinek forrása. A fa koronája, törzse és gyökerei az isteni, az emberi és a másvilági, a három szakrális zónát testesítik meg. A felső világ az istenek, az églakók világa. A középső világ a halandóké, az embereké és az állatoké. Az alsó az alvilág. Az aranyalmafa az oszét kultúrát évezredeken keresztül meghatározó kozmogónia modellje. Az aranyalmafa, amely a föld alól nő ki és a végtelenbe tör, az egész nart világegyetem középtengelye, támasza.

## Az eposz szerkezete
V. I. Abajev szerint az eposz abban a formában, amiben megőrződött, a hiperciklizációhoz vezető állapotot tükrözi, az egyik oldalról a ciklikus fázisok világos példáival találkozhatunk, a másik oldalról pedig sok még benne az eposszá válás kezdetleges maradványa is. A téma fejlődése a ciklusok belsejében nem mentes az ellentmondásoktól és a következetlenségektől, világosan érzékelhető, hogy az epizódok és motívumok, amelyek egymástól elkülönülve és önállóan léteztek, egyetlen hős vagy történés köré csoportosulnak, és a mesemondónak már nem volt annyira szükségszerű, hogy az ellentéteket kiküszöbölje, a tematikus vonalat pedig következetesen betartsa.
Az eposz négy fő ciklusra osztható: 
 Ahsar és Ahsartag ciklusa. A főhősei az öregedő nart, Uarhag fiai. A ciklus mondáiban a kutatók az ősi totemisztikus hit visszatükröződését vélik felfedezni. Uarhagnak a nevét az ó-oszét <<uarka>> - farkas szóra vezetik vissza. A többi monda motívumai (a farkas odamegy a haldokló Soslánhoz, Soslán subája farkasbőrből készült), megerősítik a hipotézist, amely szerint a farkast totemállatnak tartották, s tőle származtatták a hősök nemzetségét. 
 Urizsmag és Satana ciklusa. Ide azok a legnagyobb változtatáson átment történetek tartoznak, amelyek az etnogenezisről szólnak. Urizsmag és Satana, amint ez egyik vagy másik nép származásának a legendáiban lenni szokott - egy anyától származó fivér és nővér. Satana minden nart ősanyjaként jelenik meg. 
 Soslán ciklusa. A történetek a kőből született hős, Soslán körül csoportosulnak. J. Dumézil szerint a mondák hőse a napisten vonásait zárja magába, a ciklus pedig a napkultusz tükröződése. 
 Batraz ciklusa. A főhősben, Batrazban, a viharisten vonásai fedezhetők fel. 
 Emellett az eposzban kisebb ciklusok is vannak , például a ravasz és intrikus Sirdonról, a zenész Aszamazról, Totrazról stb.